# Leptina
La leptina (del griego leptos delgado), también conocida como proteína PN, es una adipoquina producida en su mayoría por los adipocitos (células grasas) aunque también se expresa en el hipotálamo, el ovario y la placenta. Su principal efecto fisiológico en humanos es la inhibición del apetito.

## Descubrimiento y modo de acción
Fue descubierta en 1949 en experimentos con ratones. 
“La historia de la leptina se remonta a 1949, cuando unos cuantos ratones, parte de una camada con peso normal, crecieron para convertirse en algo muy distinto al resto de sus compañeros. Para sorpresa de los científicos, estos extraños ratones no eran activos, ni curiosos, no corrían alrededor de la jaula como los roedores comunes. De hecho, casi nunca se movían, sólo comían. Se sentaban junto al comedero y se alimentaban durante todo el día. A pesar de que lo único que tenían para comer eran pellets (pequeñas bolitas de comida) genéricos, actuaban como si no pudieran dejar de consumirlos; no tardaron mucho en ponerse muy, muy gordos. Amaban tanto comer, que la única manera de que se movieran era cambiar de ubicación el comedero. Entonces se trasladaban, muy lentamente hacia la nueva ubicación y nuevamente se ponían a comer. Los científicos sabían que algo fuera de lo ordinario ocurría con estos pequeños animales; así que retomaron la crianza hasta que el origen del defecto fuera descubierto. Finalmente, en 1957, después de ocho años de trabajar con estos extraños y obesos ratones, Jeffrey M. Friedman, del laboratorio de Genética Molecular (Laboratory of Molecular Genetics), descubrió su problema. Una mutación espontánea había privado a los ratones de un gen recesivo específico del ratón. Friedman y sus colegas siguieron las migajas genéticas y descubrieron que este gen se encarga de la creación de una hormona específica, cuya labor es enviarle una señal al cerebro de que el ratón necesita dejar de comer y empezar a activarse. El grupo de Friedman nombró a esta recién descubierta hormona como leptina, del griego leptos, que significa: delgado. ¿Acaso estos ratones eran moralmente defectuosos?, ¿carecían de inteligencia?, ¿eran flojos? No. Sólo necesitaban leptina. Resulta que, sin leptina, el cerebro piensa que se muere de hambre. Nunca creerá que está lo suficientemente a salvo como para dejar de comer y empezar a moverse. Y efectivamente, después de recibir unas cuantas inyecciones de leptina, estos ratones perdieron interés por la comida, comenzaron a correr en la rueda de su jaula y adelgazaron otra vez.”
Posteriormente, el gen Ob humano se localizó en el cromosoma 7. Se cree que la leptina actúa como un lipostato: cuando la cantidad de grasa almacenada en los adipocitos aumenta, se libera leptina en el flujo sanguíneo, lo que constituye una señal (retroalimentación negativa) que informa al hipotálamo que el cuerpo tiene bastantes reservas y que debe inhibir el apetito.
Cuando aumenta la masa de tejido adiposo más allá del punto de equilibrio, aumenta la síntesis y secreción de leptina, por lo que se estimulan varios efectos compensadores en el hipotálamo: 
1. Disminución del apetito por estimulación de péptidos anorexigénicos (que producen pérdida de apetito) y supresión de la producción de los péptidos orexigénicos (del griego orexis que significa apetito)
2. Aumento del gasto energético elevando la tasa de metabolismo basal y la temperatura corporal, además de la modificación del punto de equilibrio hormonal para reducir la lipogénesis (producción de grasas) y aumentar la lipólisis (uso de grasa acumulada para producir energía) en el tejido adiposo.

La regulación de la secreción de leptina es, a largo plazo, principalmente por variación del nivel de masa corporal y efectos estimulantes de la insulina. Sin embargo, muchos obesos tienen altas concentraciones de leptina en suero o resistencia a la leptina, lo que indica que otras moléculas como la grelina, la serotonina, la colecistoquinina y el neuropéptido Y tienen también un efecto sobre la sensación de saciedad y contribuyen a la regulación del peso corporal.
Tras su descubrimiento, la mayoría de las investigaciones en torno a la leptina se centraron en su papel como factor regulador del peso corporal. Sin embargo, estudios posteriores describieron una amplia distribución de receptores para esta hormona en diversos tejidos periféricos, abriéndose, así, un vasto campo de investigación sobre las funciones biológicas de esta hormona. La leptina participa en procesos fisiológicos tan diversos como la reproducción, inmunidad o angiogénesis.

## Estructura
La leptina es una proteína de 167 aminoácidos, que incluyen un péptido señal de 21 aminoácidos. Su estructura tridimensional presenta cuatro hélices alfa y un puente disulfuro entre las cisteínas en posición 96 y 146, siendo este último necesario para la actividad biológica de la hormona. 

## Síntesis y secreción
La síntesis de leptina ocurre principalmente, aunque no de forma excluyente, a nivel del tejido adiposo blanco. Este hecho permitió proponer que la secreción de leptina actúa como señal al cerebro, informando sobre el tamaño del tejido adiposo y actuando como factor saciante. El tejido adiposo marrón o grasa parda también sintetiza leptina, aunque en menor medida. El papel de la leptina secretada en el tejido adiposo marrón no está claro, aunque podría ser únicamente un aporte extra de leptina al torrente circulatorio como reflejo del total del tejido adiposo.
La regulación de la expresión de leptina depende en gran manera de los depósitos grasos del organismo. Así, los adipocitos de mayor tamaño producen más leptina, mientras que los adipocitos de la grasa visceral secretan menos leptina que los adipocitos de la grasa subcutánea. La cantidad de triglicéridos almacenados en el adipocito es también proporcional a la cantidad de leptina producida por cada adipocito. Por esta razón, los niveles circulantes de leptina son proporcionales a la cantidad de grasa corporal.
La secreción de leptina varía de acuerdo al ritmo circadiano, siendo secretada en forma pulsátil, y modulada por la insulina y otras hormonas.  Su frecuencia es de aproximadamente un pulso cada 45 minutos. Su concentración aumenta paulatinamente durante el día y alcanza un pico durante la medianoche, para decrecer hasta el inicio de un nuevo ciclo. Este patrón depende también de la alimentación.
De esta forma, las concentraciones circulantes de leptina aumentan en las primeras horas después de la ingesta y continúan su ascenso en caso de sobrealimentación. En situaciones de ayuno, hay un descenso en la producción de leptina. Por otro lado, parece que los cambios en el patrón de secreción asociados a la alimentación están más relacionados con la concentración plasmática de insulina que con el peso corporal. Esto se debe a que la insulina estimula la expresión de la leptina en adipocitos aislados y, por lo tanto, eleva su nivel circulante. 
Una vez secretada al torrente circulatorio, la leptina circula parcialmente unida a proteínas plasmáticas, siendo la proporción de leptina unida a proteínas inferior en individuos obesos. El receptor OB-Re circula unido a la leptina y funciona como un regulador de la concentración de hormona libre.
Los niveles séricos de leptina en personas con peso normal oscilan en el rango de 3-18 ng/ml, existiendo niveles más elevados en la mujer que en el hombre; aunque en individuos con un índice de masa corporal (IMC) superior a 30 se pueden encontrar valores de 30 ng/ml o incluso superiores. Tiene una vida media similar en individuos obesos y no obesos, de cerca de 25 minutos en el caso de la endógena y de 90 minutos aproximadamente en el caso de la leptina exógena.
La eliminación de la leptina se lleva a cabo principalmente por vía renal. La leptina es metabolizada en especial por las células epiteliales renales. Estas captan la molécula mediante un mecanismo en el que participan receptores “cortos”; por esta razón la concentración de leptina aumenta en pacientes con insuficiencia renal.

## Factores reguladores

### La leptina y el hipotálamo
El hipotálamo es un área dentro del encéfalo que contiene un pequeño núcleo encargado de desempeñar una variedad de funciones. El hipotálamo es lo más cercano que tenemos a un termostato. Al secretar hormonas que a su vez estimulan la glándula pituitaria, controla tanto el hambre, como la temperatura corporal,  el apego parental, el deseo sexual, la sed, la fatiga, el sueño y los ritmos circadianos. Este es un centro de control muy importante y muchas funciones vitales se regulan aquí. 
La leptina afecta la habilidad del hipotálamo para controlar nuestra forma de comer, siendo el mecanismo de retroalimentación de la saciedad. Cuando ingerimos una gran cantidad de comida, el exceso que no podemos almacenar. 

### Neuropéptido Y (NPY)
La función fundamental de la leptina parece ser la regulación del apetito, para lo cual actúan sobre núcleos hipotalámicos. La leptina es secretada por los adipocitos de tal forma que la leptinemia es reflejo de las reservas grasas del cuerpo estableciendo entonces un circuito de retroalimentación negativa donde la leptina circulante inhibe en el núcleo arcuato del hipotálamo la producción de NPY. Las moléculas de leptina atraviesan la membrana hematoencefálica mediante transcitosis. También puede ser captada desde el líquido cefalorraquídeo.
En el núcleo arcuato hipotalámico se produce NPY. NPY aumenta la ingesta y disminuye la termogénesis. El principal mecanismo por el que la leptina regula el apetito es, por lo tanto, inhibiendo la síntesis y secreción de NPY.
Existen varios estudios que han demostrado que el aumento de NPY lleva a un aumento de la sensación de hambre y con ello a la hiperfagia que al largo plazo conduciría a la obesidad. Existen evidencias de que la leptina actúa a nivel del núcleo arcuato impidiendo la formación de Neuropeptido Y.
Las neuronas neuropeptidérgicas del núcleo arcuato señalizan al núcleo paraventricular y al área hipotalámica lateral donde se encuentran los centros reguladores del apetito y allí provocan la producción de péptidos estimulantes del apetito y la vigilia como la orexina o el propio NPY que a su vez señalizan sobre los centros del tronco encefálico, (entre ellos el complejo vagal que es otro importante centro de producción de sustancias orexigénicas) y sobre los núcleos colinérgicos del prosencéfalo basal y la corteza, produciendo la sensación de hambre. Al eliminar la leptina el estímulo inicial de todo este circuito regula negativamente los niveles basales de apetito en función de las reservas energéticas.
Además, en ausencia de estimulación de las neuronas neuropeptidérgicas, en el núcleo arcuato están funcionando las neuronas POMC/CART que tienen función inhibitoria del apetito, entre otras.

### La insulina
Después de la ingesta de alimentos, los niveles de azúcar en la sangre suben, el hipotálamo manda una señal al páncreas para que secrete insulina al torrente sanguíneo. La insulina se adhiere a las células y les dice que abran sus “puertas” y absorban el azúcar, por lo que con frecuencia se le conoce como la hormona “llave”. La insulina puede decirle a tu cuerpo que ocupe el azúcar para obtener energía ahora, o que la almacene para más adelante; ayuda a que los niveles de azúcar en sangre no sean muy altos o muy bajos.
Los cambios en nuestra dieta global implican que los niveles de insulina son demasiado altos prácticamente en todos nosotros. 
La comunidad científica es consciente de que la obesidad está relacionada con el exceso de insulina, pero no fue hasta que el equipo de UCSF (Medical Center), descubrió un vínculo entre la insulina y la leptina; así es como entendimos que tan dañino es este excedente de insulina, pues bloquea la leptina provocando una inhibición de la sensación de saciedad.
Solíamos pensar que la leptina era bloqueada por el hipotálamo, lo que es cierto, y ya es bastante malo en sí mismo, pero ahora sabemos que la leptina también es bloqueada en otro  lugar: el tronco encefálico. 

### El tronco encefálico
El tronco encefálico se asienta en la región caudal del encéfalo y es estructuralmente contiguo a la médula espinal. Pero... ¿Por qué importa que la leptina sea bloqueada por el tronco encefálico? Pues, porque esta no es una de las partes del encéfalo que nos ayuda a razonar, debatir  o desarrollar posibles escenarios. El tronco encefálico está a cargo de las cosas que no podemos controlar; cosas básicas como: respirar, tragar, nuestra presión sanguínea, funciones cardiacas y si estamos despiertos o adormilados. Es decir, no hay forma de no hacerle caso al tronco encefálico. Puedes intentarlo, claro, y quizá tengas éxito por un segundo, pero en algún punto, tu tronco encefálico tomaría el control, él es el encargado de mantenernos con vida en cuanto a funciones básicas.
¡Y aquí es donde está bloqueada la leptina! el tronco encefálico no recibe la clave hormonal de que estamos satisfechos, que hemos recibido una cantidad adecuada de comida. En las personas con resistencia a la leptina, el tronco encefálico está absolutamente convencido de que nos morimos de hambre.

### Hormonas tiroideas
Existe una relación ilógica entre leptina y hormonas tiroideas: la leptina aumenta la actividad simpática sistémica y en el tejido adiposo y el músculo produciendo un aumento de la termogénesis. 
Las hormonas tiroideas constituyen un factor principal en la regulación del metabolismo basal, de la termogénesis y de la actividad simpática.
Tanto las hormonas tiroideas como la leptina aumentan la actividad de las proteínas disociadoras de las mitocondrias (UCPs) y con ello favorecen la termogénesis. Es probable que las hormonas tiroideas puedan tener un papel en la regulación y producción de leptina por los adipocitos, posiblemente inhibiendo sus niveles.
La leptina puede inhibir directamente la producción de glucocorticoides en las suprarrenales y, dado que los corticoides producen un efecto directo sobre las células del núcleo paraventricular reduciendo los niveles de TRH, el aumento de los niveles de leptina puede aumentar, de forma indirecta, la actividad tiroidea. Por otro lado, la leptina produce una inhibición de la producción de NPY en el núcleo arcuato lo cual aumentaría también la producción de TRH.
Parece que en los estados de ayuno, lo que interesa es el ahorro de energía y por ello, el aumento de cortisol y la disminución de la leptina producirían una disminución de los niveles de TRH, tanto por acción directa del cortisol a nivel central como por el aumento del NPY hipotalámico. Por el contrario, en un estado de abundancia calórica, al aumentar los niveles de leptina y disminuir los de cortisol, se produciría un aumento de la termogénesis y del metabolismo basal, tanto por acción de la leptina y hormonas tiroideas sobre las UCPs como por la disminución del NPY hipotalámico.

## Mutaciones en el genob
Las mutaciones en el gen Ob murino ocasionan que los ratones portadores de la mutación (ratones ob/ob) carezcan de leptina sérica y presenten un fenotipo de obesidad severa asociada a otros problemas como menor temperatura corporal, menor actividad locomotora, menor actividad del sistema inmune e infertilidad. La administración de leptina exógena corrige estas alteraciones. Este hecho hizo plantear la hipótesis de que la obesidad podría deberse a una mutación en el gen Ob humano y, por tanto, la administración de leptina exógena podría ser la panacea en el tratamiento de la obesidad.
Sin embargo, esta idea se desvaneció al comprobar que la frecuencia de esta mutación en la población obesa es extraordinariamente baja y que la gran mayoría de los pacientes obesos presentan altos niveles de leptina sérica. Los escasos casos clínicos de humanos con deficiencia congénita de leptina se caracterizan por un fenotipo similar al hallado en los ratones ob/ob, caracterizado por obesidad severa, hiperfagia e hiperinsulinemia.

## Mutaciones en el gen de leptina
La deficiencia de leptina fue descrita inicialmente en dos primos con obesidad severa, pertenecientes a una familia paquistaní con alta consanguinidad. Los casos estudiados de esta forma monogénica son muy escasos y corresponden a individuos de origen paquistaní y turco. Esta deficiencia es causada por una mutación que da lugar a una proteína truncada e inactiva. La obesidad, antes de los cinco años, y la hiperfagia, son fenotipos característicos de esta condición.
Estos niños también mostraron anormalidades en el número y función de linfocitos T. La deficiencia de leptina fue tratada con la aplicación de leptina recombinante con resultados muy satisfactorios. Los casos tratados mostraron normalización del apetito con una reducción de la ingestión ad libitum de 84%, regularización de la función inmunológica y de la composición corporal. Otros cuatro casos han sido descritos posteriormente en individuos de origen turco. Algunos de estos individuos eran adultos afectados por hipogonadismo hipogonadotrópico.

## Rol en la obesidad y la pérdida de peso

### Obesidad
Aunque la leptina reduce el apetito como una señal de circulación, los individuos obesos generalmente exhiben una circulación de leptina en concentraciones más altas que los individuos de peso normal y esto se debe a que los individuos obesos poseen un mayor porcentaje de grasa corporal. Estas personas muestran resistencia a la leptina muy similar a la resistencia a la insulina que presentan los pacientes con Diabetes mellitus tipo 2, aunque posean elevados niveles de leptina en su organismo fallan al momento de controlar y modular su peso. Un gran número de explicaciones se han propuesto.
Un importante factor para la resistencia a la leptina se encuentra en los cambios de las señales receptoras de la leptina, particularmente en el núcleo arqueado, sin embargo, deficiencias o cambios importantes en los receptores de la leptina no se cree que sean la causa definitiva. Otras explicaciones hablan de la forma como la leptina atraviesa la barrera hematoencefálica o alteraciones en el desarrollo del individuo.
Estudios de los niveles de leptina en el Líquido cefalorraquídeo (LCR) provee un contingencia músculo hormonal de la reducción de leptina al atravesar la barrera hematoencefálica (BHE) y alcanzar objetivos relevantes para la obesidad, como el hipotálamo, en personas obesas. En los seres humanos ha sido observado que el ratio de leptina en el LCR en comparación con la sangre es menor en personas obesas que en personas de peso normal.
La razón para esto pueden ser los altos niveles de triglicérido que afectan el transporte de leptina a través del BHE o debido a que el transportador de leptina se encuentra saturado. Aunque el déficit en la transferencia de la leptina desde el plasma a la LCR se ve en las personas obesas, todavía se encontró que tienen un 30 por ciento más de la leptina en su LCR que la que se puede observar en individuos delgados.
Estos niveles superiores de leptina en su LCR fallan al momento de prevenir su obesidad. Puesto que la cantidad y calidad de receptores de leptina en el hipotálamo parece ser normal en la mayoría de seres humanos obesos (a juzgar por los estudios provenientes de leptina en el ARN mensajero). Es probable que la resistencia a la leptina en estos individuos sea debido a un déficit de los receptores posteriores de leptina, similar al defecto de receptores posteriores de insulina visto en los individuos con Diabetes mellitus tipo 2.
Cuando la leptina se une con los receptores de leptina se activa una serie de rutas. La resistencia a la leptina puede ser causada por defectos en uno a más partes de este proceso particularmente en la proteína JAK/STAT. Ratones con mutación en los genes receptores de la leptina que impiden la activación de la proteína STAT3 son obesos y exhiben Hiperfagia. La proteína PI3K número de vías puede también estar involucrado en la resistencia a la leptina, como ha sido demostrado en ratones que se le ha hecho un bloqueo artificial de la señales de PI3K. 
La  proteína PI3K también es activado por el receptor de la insulina y por lo tanto es un área importante donde la leptina y la insulina actúan juntos como parte de la homeostasis energética. La vía de la insulina PI3K puede causar neuronas Proopiomelanocortina (POMC) para convertirse en insensible a la leptina a través de la Hiperpolarización. 
El consumo de una dieta alta en fructosa desde el nacimiento se ha asociado con una reducción en los niveles de leptina y la reducción de expresión del ARN mensajero del receptor de leptina en ratas. El consumo prolongado de fructuosa en ratas se ha demostrado que aumenta los niveles de triglicéridos y desencadena la resistencia a la insulina y leptina sin embargo, otro estudio encontró que la resistencia a la leptina solo se desarrolla con la presencia de altos niveles de fructuosa y altos niveles de grasa en la dieta. Un tercer estudio encontró que los niveles altos de fructuosa revierte la resistencia a la leptina en ratas que recibieron una dieta alta en grasas. Los resultados contradictorios significan que es incierto si la resistencia a la leptina es causada por altos niveles de carbohidratos o grasas, o si un aumento de ambos, es necesario. 
La leptina se sabe que interactúan con la amilina, una hormona implicada en el vaciado gástrico y crea la sensación de saciedad. Cuando tanto la leptina y amilina se les dio a ratas obesas, con resistencia a la leptina, se observó una pérdida de peso sostenida. Debido a su aparente capacidad para revertir la resistencia a la leptina, la amilina se ha sugerido como una posible terapia para la obesidad.
Se ha sugerido que el principal papel de la leptina es actuar como una señal de hambre cuando los niveles son bajos, para ayudar a mantener las reservas de grasa para sobrevivir en tiempos de hambre, en lugar de una señal de saciedad para evitar comer en exceso. Los niveles de leptina señalan cuándo un animal tiene suficiente energía almacenada para gastarlo en actividades además de adquirir alimentos. Esto significaría que la resistencia a la leptina en las personas obesas es una parte normal de la fisiología de los mamíferos y posiblemente, podría conferir una ventaja de supervivencia.  
Resistencia a la leptina en combinación con resistencia a la insulina y aumento de peso se ve en ratas después de que se les da acceso ilimitado a alimentos densos en energía. Este efecto se revirtió cuando los animales se vuelven a colocar en una dieta de baja energía. Esto también puede tener una ventaja evolutiva: permitiendo que la energía se almacene de manera eficiente cuando la comida es abundante esto sería ventajoso en poblaciones donde la frecuencia en alimentos es escasa.

### Respuesta para bajar de peso
Las personas con dietas para bajar de peso, particularmente aquellos con un exceso de células grasas, experimentan una caída en los niveles de leptina circulante. Esta caída provoca disminuciones reversibles en la actividad de la tiroides, el tono simpático, y el gasto de energía en el músculo esquelético, y el aumento de la eficiencia muscular y el tono parasimpático.
El resultado es que una persona que ha perdido peso por debajo de su grasa corporal natural tiene una tasa metabólica basal inferior a un individuo en el mismo peso pero de forma natural. Estos cambios son mediados por la leptina, como respuestas homeostáticas destinadas a reducir el gasto de energía y promover la recuperación de peso como un resultado de que las células de grasa se encogen por debajo del tamaño normal. Muchos de estos cambios se invierten por la administración periférica de la leptina recombinante para restaurar los niveles previos a la dieta. Una disminución en los niveles de leptina circulante también cambia la actividad cerebral en las áreas involucradas en el control reglamentario, emocional y cognitivo del apetito que se revierte por la administración de la leptina.
Para devolver la capacidad del cuerpo a responder adecuadamente a la leptina se requiere de una alimentación equilibrada. Hacer una transición de carbohidratos simples a carbohidratos complejos es esencial. Por otro lado, se ha confirmado experimentalmente que los niveles de leptina descienden cuando se aumenta la actividad física.

## Rol en los problemas articulares

### Obesidad y artrosis
La artrosis y la obesidad están estrechamente relacionadas entre sí. La obesidad es uno de los factores de riesgo prevenibles más importante para el desarrollo de la artrosis. Inicialmente se consideraba que la relación entre artrosis y obesidad tenía exclusivamente una base biomecánica, según la cual el sobrepeso promueve una aceleración del desgaste articular. Sin embargo, actualmente se reconoce que también existe un componente metabólico, que explica porque la obesidad es un factor de riesgo para la artrosis, no sólo para las articulaciones que soportan peso (por ejemplo, rodillas), sino también para aquellas que no lo soportan (por ejemplo, las manos) en consecuencia, se ha demostrado que la reducción de la grasa corporal aminora la artrosis en mayor medida que la reducción del peso corporal per se. Este componente metabólico está relacionado con la liberación de factores sistémicos, de carácter pro-inflamatorio, por parte del tejido adiposo, que con frecuencia están críticamente asociados en el desarrollo de la artrosis.
Así que, la producción desregulada de adipoquinas y mediadores inflamatorios, hiperlipidemia, y el aumento de estrés oxidativo sistémico son condiciones frecuentemente asociadas a la obesidad que puede favorecer la degeneración articular. Además, muchos factores de regulación han estado implicados en el desarrollo, el mantenimiento y la función, tanto de los tejidos adiposos, como del cartílago y otros tejidos de las articulaciones. Las alteraciones en estos factores pueden ser el enlace adicional entre la obesidad y la artrosis.

### Leptina y artrosis
Los adipocitos interactúan con otras células a través de la producción y secreción de una variedad de moléculas de señalización, incluyendo las proteínas de señalización denominadas adipoquinas. Algunas adipoquinas pueden ser consideradas como hormonas, dado que regulan las funciones de los órganos a distancia, y varias de ellas han sido específicamente implicadas en la fisiopatología de la enfermedad de las articulaciones. Especialmente hay una, la leptina, de la cual se ha centrado la atención de la investigación durante los últimos años.
Los niveles circulantes de leptina se correlacionan positivamente con el índice de masa corporal (IMC), más específicamente con la masa grasa, y los individuos obesos tienen aumentados los niveles de leptina en su circulación, en comparación con individuos no obesos. En personas obesas, el aumento de los niveles de leptina circulante induce a respuestas no esperadas, es decir, no se produce una reducción de la ingesta de alimentos ni del peso corporal, ya que hay una resistencia a la leptina. Además de la función de regulación de la homeostasis de la energía, la leptina desempeña un papel en otras funciones fisiológicas tales como la comunicación neuroendocrino, la reproducción, la angiogénesis y la formación de hueso. Más recientemente, la leptina se ha reconocido como un factor de citoquinas como con acciones pleiotrópicas también en la respuesta inmune y la inflamación. Por ejemplo, la leptina se puede encontrar en el líquido sinovial en correlación con el índice de masa corporal, y los receptores de leptina se expresan en el cartílago, donde la leptina media y modula muchas respuestas inflamatorias y destructivas del cartílago y otros tejidos de las articulaciones. Por lo tanto, la leptina emerge como un candidato para vincular la obesidad y la artrosis y sirve como un objetivo putativo para el tratamiento nutricional de la artrosis.
Al igual que en el plasma, los niveles de leptina en el líquido sinovial se correlacionan positivamente con el IMC. La leptina del líquido sinovial es sintetizada al menos parcialmente en la articulación y se puede originar en parte en la circulación. La leptina se ha mostrado estar producida por los condrocitos, así como por otros tejidos en la articulación, incluyendo la sinovial, osteofitos, menisco y hueso. También un bloque de grasa infrarrotuliana situado extrasinovial dentro de la articulación de la rodilla es adyacente a la membrana sinovial y el cartílago, y ha sido recientemente muy apreciado como fuente importante de la leptina, así como otras adipoquinas y mediadores que contribuyen a la patogénesis de la artrosis.
El riesgo a padecer artrosis se puede disminuir con la pérdida de peso. Esta reducción del riesgo está en parte relacionada con la disminución de la carga articular, pero también con la disminución de la masa grasa, la adiposidad central y la inflamación de bajo grado asociada a la obesidad y los factores sistémicos. 
Esta creciente evidencia apunta a la leptina como factor de degradación de cartílago en la patogénesis de la artrosis, y como biomarcador potencial de la progresión de la enfermedad, lo que sugiere que la leptina, así como mecanismos de regulación y señalización, pueden servir como nuevos y prometedores objetivos en el tratamiento de la artrosis, especialmente en pacientes obesos.
Resumiendo; las personas obesas están predispuestas a desarrollar artrosis, no sólo debido a una sobrecarga mecánica, sino también debido a la sobreexpresión de factores solubles, es decir, leptina y citoquinas pro-inflamatorias, que contribuyen a la inflamación de las articulaciones y la destrucción del cartílago. Por lo tanto, las personas obesas están en una situación alterada, debido a una insuficiencia metabólica, que requiere un tratamiento nutricional específico capaz de normalizar la producción de leptina y reducir la inflamación sistémica de bajo grado, con el fin de disminuir el impacto perjudicial de estos mediadores sistémicos en la salud de las articulaciones.  
Existen suplementos nutricionales y agentes farmacológicos capaces de dirigir estos factores y mejorar ambas condiciones. 

## Uso terapéutico
La leptina fue aprobada en Estados Unidos en 2014 para su uso en la deficiencia congénita de leptina y la lipodistrofia congénita generalizada. 
Un análogo sintético de la leptina es la metreleptina.  Fue aprobado por primera vez en Japón en 2013 y en Estados Unidos en febrero de 2014. En los Estados Unidos está indicada en el tratamiento de las complicaciones de la deficiencia en leptina y para la diabetes y la hipertrigliceridemia asociada con la lipodistrofia generalizada congénita o adquirida.